# فلای تیوی
فلای تیوی (به انگلیسی: Fly Tiwi) یک شرکت هواپیمایی با کد یاتا FT است که در تاریخ ۲۰۰۸ میلادی تأسیس شده است. دفتر مرکزی فلای تیوی در داروین، استرالیا واقع شده‌است و به ۹ مقصد، پرواز مستقیم انجام می‌دهد.